# Finghin MacCartthy Reagh
Finghin MacCartthy Reagh (irlandais Fínghín mac Diarmada an Dúna Mac Carthaigh Riabhach) issu de la lignée des MacCarthy Reagh,
est le 6e Prince de Carbery de 1478 à sa  mort en 1505,

## Règne
Finghin MacCartthy le fils aîné de Diarmaid an Dúna MacCarthy Reagh, 4e Prince de Carbery naît vers 1425/1430.
Cormac Mac Carthaigh Riabhach l'allié de Gerald FitzGerald s'établit lui-même comme corégent de Carbery avec son oncle Diamait mais il est chassé en 1478 et la principauté de Caibre revient finalement en 1484 à son neveu Finghin après une série de combats. Ce dernier épouse alors Caitlín une fille de Thomas FitzGerald comte de Desmond et entre même en relation directe avec Henri VII d'Angleterre en 1487-1491 dont il reçoit une charte de denization (en), pour lui-même et son parent. Il semble tenu en haute estime par le roi Henri VII d'Angleterre, qui lui accorde le privilège du bénéfice de la Loi anglaise et lui attribue les customs royales à l'ouest de l'« Old Head » de Kinsale lorsqu'avec son parent Cormac Mac Taidgh Mac Carthaigh seigneur de Muscraighe (anglais: Muskerry) (1461-1495) ils rendent l'hommage au souverain,.
C'est pour Finghin et son épouse Caitlin/Catherine que le fameux Livre de Mac Carthaigh Riabhach communément dénommé Livre de Lismore a été compilé vers 1500 {{}}

## Union et postérité
Finghin épouse  Catherine FitzGerald, fille de Thomas FitzGerald, 7e comte de Desmond dont:
1. Domhnall mac Finghín  (anglais: Donal MacFineere MacCarthy Reagh), 8e Prince de Carbery de 1506 à 1531
2. Donnchadh
3. Diarmaid
4. Ilin, épouse James de Barry, Lord Ibane

## Sources
- Anthony Stokvis, préf. H. F. Wijnman, Manuel d'histoire, de généalogie et de chronologie de tous les états du globe, depuis les temps les plus reculés jusqu'à nos jours, Leyde, éditions Brill, 1889 réédition 1966, Volume II  Chapitre  II.Monomie [Munha, Munster], § 3 Des-Munha [Desmond] p. 259 :  Généalogie des rois de Desmond . Tableau généalogique Tableau n° 24 p. 263.
- (en) Art Cosgrove (dir.), New History of Irland,Volume II ‘’Medieval Ireland 1169-1534’’, Oxford, Oxford University Press, 2008 (ISBN 978019 9539703).
- (en) T.W Moody, F.X. Martin et F.J. Byrne, A New History of Ireland IX Maps, Genealogies, Lists. A companion to Irish History part II, Oxford, Oxford University Press, 2011, 690 p. (ISBN 978-0-19-959306-4).